# Spalangia chontalensis
Spalangia chontalensis är en stekelart som beskrevs av Peter Cameron 1884.
Spalangia chontalensis ingår i släktet Spalangia och familjen puppglanssteklar. Inga underarter finns listade i Catalogue of Life.